# Iglesia de San Roque (Salás de Pallars)

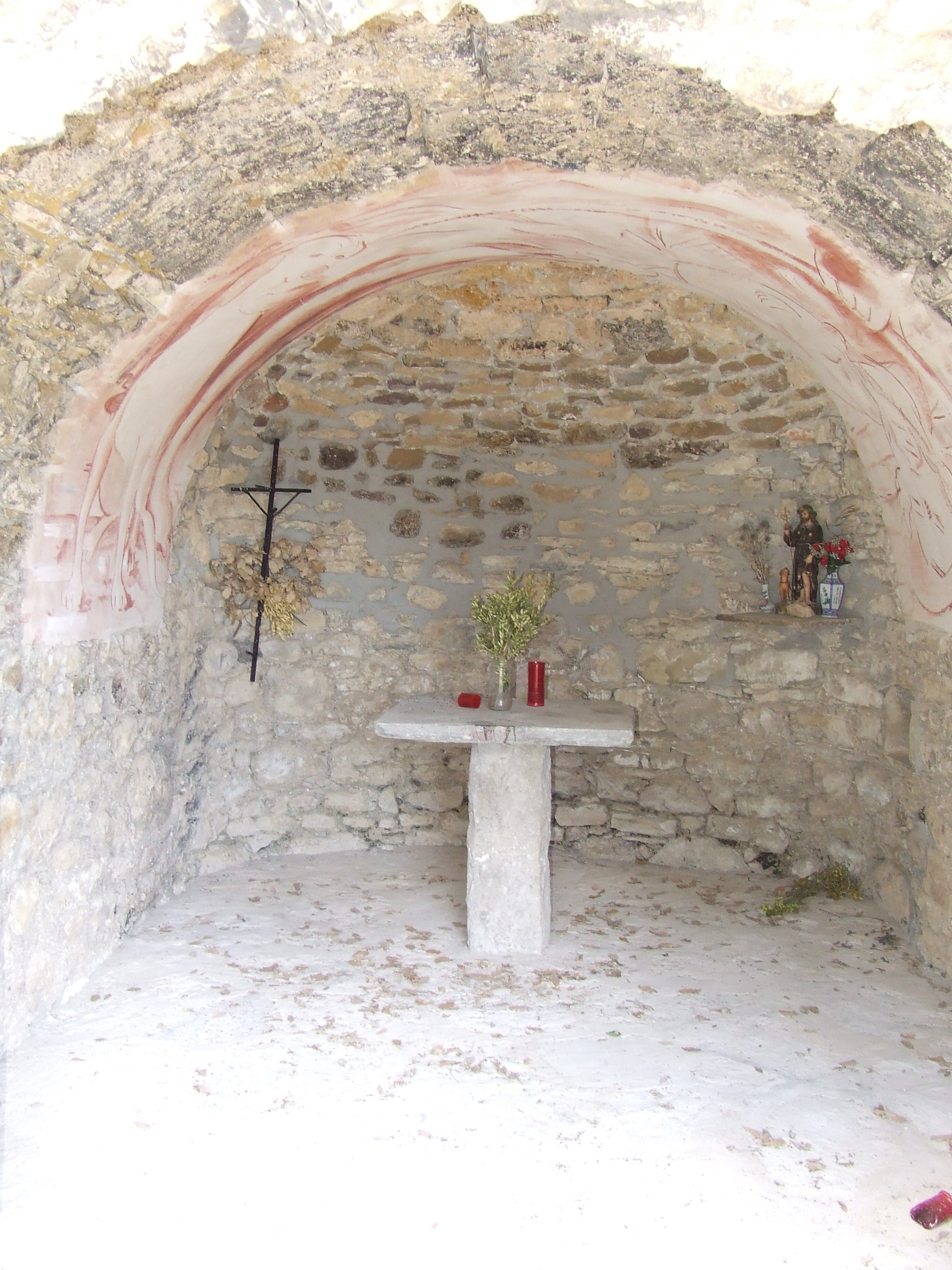
Ábside interior

La iglesia de San Roque es una iglesia románica situada a levante de la villa, en un lugar solitario, en lo alto del cerro de San Roque. Pertenece al término municipal de Salàs de Pallars, en la comarca del Pallars Jussá y provincia de Lérida.
Se trata de una pequeña iglesia románica primitiva, con nave única cubierta con bóveda de cañón, que estaba derribada hasta bien recientemente, y ábside semicircular a levante, cubierto con bóveda de cuarto de círculo. El ábside era la única parte que se había conservado, hasta la restauración reciente.
El 16 de agosto se celebra una romería popular, muy probablemente originado por un voto de pueblo hecho para pedir la protección de san Roque ante alguna de las pestilencias que asolaron el país a lo largo de la Edad Moderna.
Hasta 2005 quedaba poca cosa: un gran arco, que cerraba el recinto de ruinas que quedaba de la capilla. Debía tratarse del arco presbiterial, que separaba la nave del ábside. En 2009 la ermita está completamente reconstruida, pero de una manera que la obra románica queda bastante desfigurada, sobre todo en el exterior.